# ZFK CSHVSM Kairat
Maillots
Le Zhenskiy Futbolny Klub Spetsializirovannaya Shkola Vysshego Sportivnogo Masterstva Kairat Almaty (en kazakh : Женский футбольный Клуб Специализированная Школа Высшего Спортивного Мастерства-Кайрат Алматы), plus couramment abrégé en ZFK CSHVSM Kairat, est un club kazakh de football féminin fondé en 2007 et basé dans la ville d'Almaty.

## Histoire
Le club champion du Kazakhstan en 2009 et en 2010 participe à sa première compétition européenne lors de la Ligue des champions féminine de l'UEFA 2010-2011, où il est éliminé en seizièmes de finale par le FCR 2001 Duisburg.
Il est éliminé au même stade de la compétition la saison suivante contre le SV Neulengbach. Le club est à nouveau sacré champion du Kazakhstan en 2012.

## Palmarès
| Compétitions nationales |
| --- |
| - Championnat du Kazakhstan (3) : - Champion : 2009, 2010 et 2012 - Coupe du Kazakhstan (1) : - Vainqueur : 2009 - Finaliste : 2012 et 2017 |